# Cimitero degli Inglesi (Neapel)
Der Cimitero degli Inglesi (Friedhof der Engländer), oder offiziell, Il Cimitero acattolico di Santa Maria delle Fede, war ein Friedhof in Neapel, in der Nähe der Piazza Garibaldi. Er wurde im Jahre 1826 für Nichtkatholiken, vor allem Protestanten angelegt. Gräber von Briten und Iren überwiegen.

## Geschichte

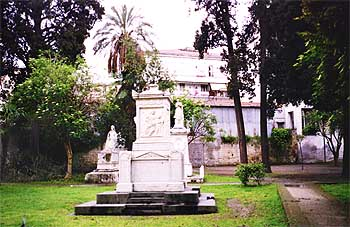
Il Cimitero degli Inglesi, Neapel. Grab von David Vonwiller, Grab von Mary Somerville (hinten)

1826 erwarb der britische Konsul in Neapel, Sir Henry Lushington, ein Stück Land im Garten der Kirche Santa Maria della Fede, um dort einen Friedhof für Protestanten anzulegen.
Im Jahre 1893 wurde der Friedhof für Neubestattungen geschlossen und stattdessen der bis heute existierende English Cemetery auf Capodichino eröffnet, wobei ein Teil der Monumente auf den neuen Friedhof transferiert wurde. Das allmählich verfallende Gelände wurde 1980 von der britischen Krone an die Stadt Neapel verkauft; sie bemüht sich seither um die Aufbereitung des Geländes (in dem noch immer einige Grabsteine stehen) und die Anlage eines kleinen Parks.

## Bekannte Personen
- Ernst Wilhelm Ackermann (1821–1846), deutscher Dichter der Spätromantik
- Le Normand Brabazon (1839–1844), Sohn von Lord Meath, Irland.
- John Bateman-Dashwood, † 14. September 1861, aus England.
- Keppel Richard Craven (1779–1851), englischer Reiseschriftsteller. Er war der Sohn von Elizabeth Craven und Freund von Lady Blessington. Er wohnte in Salerno.
- Elizabeth Craven (1750–1828), britische Schriftstellerin, Witwe von William Craven, 6. Baron Craven, und Ehefrau des Markgrafen Karl Alexander von Ansbach-Bayreuth. Sie wohnte im Craven Villa in Posillipo.
- John Connellan Deane, Sohn des bekannten Architekten Thomas Deane, von Cork, Irland.
- Familie Freytag, aus der Schweiz.
- Thomas Gallwey (1790–1858), ehemaliger britischer Konsul, aus County Kerry, Irland.
- William Gell (1777–1836), britischer Schriftsteller und Altertumsforscher. Er war ein Freund des irischen Reiseschriftstellers Edward Dodwell und auch von Keppel Richard Craven.
- Samuel Gottlieb Gross (1779–1860), Schweizer Offizier in neapolitanischen Diensten
- Henry Hind (1834–1875), ehemaliger britischer Offizier, ermordet.
- Thomas Welch Hunt (28) und seine Frau von 10 Monaten, Caroline Isham (23), Briten, ermordet Dezember 1824.
- Charles O’Reilly, († 1849), Chirurg, 26 Jahre in Neapel, samt seiner Frau Emily Winter und Tochter Lydia († 1895).
- Maria Pattison, * Gregg, († 7. Oktober 1870) aus Dublin,  Frau des Schiffbauingenieurs Thomas Pattison, von einer der größten Familien der Stadt
- Mary Fairfax Greig Somerville  (1780–1872) war eine schottische Astronomin und Mathematikerin, die als Wissenschaftsautorin große Bekanntheit erlangte.
- Anton Sminck van Pitloo (Arnhem 1790 – Neapel 1837), Maler aus den Niederlanden.
- David Vonwiller (1794–1856)[1], von St. Gallen in der Schweiz, einer der reichsten Männer der Stadt
- Wilhelm Wagner (1843–1880), deutscher Klassischer Philologe und Gymnasiallehrer